# Scheeliet
Het mineraal scheeliet is een calcium-wolframaat met de chemische formule CaWO4.

## Eigenschappen
Het doorzichtig tot doorschijnend kleurloze, witte, of gelige scheeliet heeft een glasglans, een witte streepkleur en de splijting van het mineraal is duidelijk volgens het kristalvlak [010]. Het kristalstelsel is tetragonaal. Scheeliet heeft een gemiddelde dichtheid van 6,01, de hardheid is 4 tot 5 en het mineraal is niet radioactief.

## Naamgeving
Het mineraal scheeliet is genoemd naar de Zweedse scheikundige Karl Wilhelm Scheele (1742 - 1786).

## Voorkomen
De typelocatie van scheeliet is de Bispberg ijzer-mijn, Säter, Dalarna, Zweden. Prospectie is uiterst eenvoudig, maar moet 's nachts worden uitgevoerd. Scheeliet zendt namelijk een sterk violet tot wit fluorescerend licht uit wanneer het wordt beschenen met ultraviolet licht.